# 爱德华·麦克杜格尔
爱德华·斯图尔特·麦克杜格尔（英語：Edward Stuart McDougall，1886年9月25日—1957年6月19日），加拿大法官，是远东国际军事法庭的审判法官之一。

## 生平
1886年，出生于加拿大魁北克省蒙特利尔。
1913年，在步兵团服役。
1928年，任皇家大律师。
1941年，任劳工纠纷皇室调查委员会委员。
1942年，任魁北克皇座法院法官。
1946年，参与东京审判。
1957年，去世。